# Greifenberger Kleinbahn
|                                                         |      | von Köslin-Kolberg                                   |                                                      |
| Strecke (außer Betrieb)                                 |      | von Treptow (Rega)–Broitz–Dummadel                   | von Treptow (Rega)–Broitz–Dummadel                   |
| Kopfbahnhof Strecke bis hier außer Betrieb              | 0,0  | Greifenberg (Pom.) Landesbahn                        | Gryfice Wąsk.                                        |
| Kreuzung geradeaus unten                                |      | Bahnstrecke Köslin–Gollnow                           | Bahnstrecke Köslin–Gollnow                           |
| Haltepunkt / Haltestelle                                | 4,1  | Chausseehaus                                         | Popiele                                              |
| Abzweig geradeaus und ehemals nach links                |      | nach Stepenitz–Kantreck                              | nach Stepenitz–Kantreck                              |
| Bahnübergang                                            |      | Straße Greifenberg–Schwirsen (Droga wojewódzka 105)  | Straße Greifenberg–Schwirsen (Droga wojewódzka 105)  |
| Haltepunkt / Haltestelle                                | 8,7  | Ribbekardt                                           | Rybokarty                                            |
| Bahnübergang                                            |      | Straße Greifenberg–Schwirsen (Droga wojewódzka 105)  | Straße Greifenberg–Schwirsen (Droga wojewódzka 105)  |
| ehemaliger Haltepunkt / Haltestelle                     | 10,4 | Völschenhagen                                        | Wilczkowo                                            |
| Haltepunkt / Haltestelle                                | 12,4 | Medewitz                                             | Niedźwiedziska                                       |
| Haltepunkt / Haltestelle                                | 16,6 | Muddelmow                                            | Modlimowo                                            |
| Bahnhof                                                 | 18,7 | Parpart                                              | Paprotno                                             |
| Bahnübergang                                            |      | Straße Treptow (Rega)–Cammin (Droga wojewódzka 103)  | Straße Treptow (Rega)–Cammin (Droga wojewódzka 103)  |
| Kreuzung geradeaus unten (Querstrecke außer Betrieb)    |      | Bahnstrecke Wietstock–Treptow (Rega)                 | Bahnstrecke Wietstock–Treptow (Rega)                 |
| Haltepunkt / Haltestelle                                | 22,7 | Karnitz-Landesbahn                                   | Karnice Wąsk.                                        |
| Haltepunkt / Haltestelle                                | 26,8 | Dresow                                               | Dreżowo                                              |
| Bahnhof                                                 | 29,6 | Hoff                                                 | Trzęsacz                                             |
| Bahnhof                                                 | 30,9 | Rewahl                                               | Rewal                                                |
| Bahnübergang                                            |      | Straße Treptow (Rega)–Misdroy (Droga wojewódzka 102) | Straße Treptow (Rega)–Misdroy (Droga wojewódzka 102) |
| Haltepunkt / Haltestelle                                | 32,3 | Schleffin                                            | Śliwin                                               |
| Bahnhof                                                 | 36,3 | Horst Seebad                                         | Niechorze                                            |
| ehemaliger Haltepunkt / Haltestelle                     | 37,3 | Horst-Liebelose                                      | Liwia Łuża                                           |
| Haltepunkt / Haltestelle                                | 37,8 | –                                                    | Pogorzelica Sandra                                   |
| Kopfbahnhof Strecke ab hier außer Betrieb               | 39,4 | Fischerkathen                                        | Pogorzelica                                          |
| Haltepunkt / Haltestelle (Strecke außer Betrieb)        | 42,3 | Mittelhagen                                          | Rogozina                                             |
| Bahnübergang (Strecke außer Betrieb)                    |      | Straße Treptow (Rega)–Misdroy (Droga wojewódzka 102) | Straße Treptow (Rega)–Misdroy (Droga wojewódzka 102) |
| Haltepunkt / Haltestelle (Strecke außer Betrieb)        | 44,3 | Zedlin                                               | Sadlno                                               |
| Haltepunkt / Haltestelle (Strecke außer Betrieb)        | 47,4 | Voigtshagen                                          | Włodarka                                             |
| Brücke über Wasserlauf (Strecke außer Betrieb)          |      | Rega                                                 | Rega                                                 |
| Bahnübergang (Strecke außer Betrieb)                    |      | Straße Treptow–Deep (Droga wojewódzka 109)           | Straße Treptow–Deep (Droga wojewódzka 109)           |
| Abzweig geradeaus und von links (Strecke außer Betrieb) |      | von Deep                                             | von Deep                                             |
| Haltepunkt / Haltestelle (Strecke außer Betrieb)        | 50,7 | Treptow (Rega) Badstübertor                          | Trzebiatów Mokre                                     |
| Kreuzung geradeaus unten (Strecken außer Betrieb)       |      | Bahnstrecke Köslin–Gollnow                           | Bahnstrecke Köslin–Gollnow                           |
| Bahnübergang (Strecke außer Betrieb)                    |      | Reichsstraße 161 (Droga wojewódzka 102)              | Reichsstraße 161 (Droga wojewódzka 102)              |
| Bahnhof (Strecke außer Betrieb)                         | 53,0 | Treptow (Rega) Landesbahn                            | Trzebiatów Wąsk.                                     |
| Strecke (außer Betrieb)                                 |      | Kleinbahnstrecken nach Dummadel-Broitz–Greifenberg   | Kleinbahnstrecken nach Dummadel-Broitz–Greifenberg   |
|                                                         |      | Bahnstrecken nach Gollnow und Cammin–Wietstock       |                                                      |

|                                                          |      | Bahnstrecken Köslin–Gollnow und von Wietstock–Cammin |                                 |
| Strecke (außer Betrieb)                                  |      | von Greifenberg–Dummadel–Broitz                      | von Greifenberg–Dummadel–Broitz |
| Bahnhof (Strecke außer Betrieb)                          | 0,0  | Treptow (Rega) Landesbahn                            | Trzebiatów Wąsk.                |
| Kreuzung geradeaus unten (Strecken außer Betrieb)        |      | Bahnstrecke Köslin–Gollnow                           | Bahnstrecke Köslin–Gollnow      |
| Haltepunkt / Haltestelle (Strecke außer Betrieb)         | 2,2  | Treptow (Rega) Badstübertor                          | Trzebiatów Mokre                |
| Abzweig geradeaus und nach links (Strecke außer Betrieb) |      | nach Horst–Greifenberg                               | nach Horst–Greifenberg          |
| Haltepunkt / Haltestelle (Strecke außer Betrieb)         | 3,1  | Neuhof                                               | Nowielice                       |
| Haltepunkt / Haltestelle (Strecke außer Betrieb)         | 4,9  | Triebs                                               | Trzebusz                        |
| Haltepunkt / Haltestelle (Strecke außer Betrieb)         | 9,4  | Robe                                                 | Roby                            |
| Brücke über Wasserlauf (Strecke außer Betrieb)           |      | Alte Rega (Stara Rega)                               | Alte Rega (Stara Rega)          |
| Kopfbahnhof Streckenende (Strecke außer Betrieb)         | 13,0 | Deep                                                 | Mrzeżyno                        |

|                                                                     |      | Bahnstrecke Köslin-Gollnow                             |                                                    |
| Strecke (außer Betrieb)                                             |      | von Treptow (Rega)–Horst und Stepenitz–Kantreck        | von Treptow (Rega)–Horst und Stepenitz–Kantreck    |
| Bahnhof (Strecke außer Betrieb)                                     | 0,0  | Greifenberg (Pom.) Landesbahn                          | Gryfice Wąsk.                                      |
| Haltepunkt / Haltestelle (Strecke außer Betrieb)                    | 1,1  | Greifenberg Zuckerfabrik                               | Gryfice Cukrownia                                  |
| Brücke über Wasserlauf (Strecke außer Betrieb)                      |      | Rega                                                   | Rega                                               |
| Haltepunkt / Haltestelle (Strecke außer Betrieb)                    | 5,0  | Lübsow                                                 | Lubieszewo                                         |
| Brücke über Wasserlauf (Strecke außer Betrieb)                      |      | Lübsowbach (Lubieszewa)                                | Lübsowbach (Lubieszewa)                            |
| Haltepunkt / Haltestelle (Strecke außer Betrieb)                    | 7,6  | Wendisch Pribbernow                                    | Przybiernów                                        |
| Abzweig geradeaus und von rechts (Strecke außer Betrieb)            |      | nach Natelfitz–Mühlenbruch                             | nach Natelfitz–Mühlenbruch                         |
| Bahnhof (Strecke außer Betrieb)                                     | 10,0 | Dummadel                                               | Tąpadły                                            |
| Haltepunkt / Haltestelle (Strecke außer Betrieb)                    | 11,7 | Stölitz                                                | Stołąż                                             |
| Bahnhof (Strecke außer Betrieb)                                     | 14,8 | Broitz                                                 | Brojce                                             |
| Bahnübergang (Strecke außer Betrieb)                                |      | Straße Reselkow–Greifenberg (Droga wojewódzka 105)     | Straße Reselkow–Greifenberg (Droga wojewódzka 105) |
| Brücke über Wasserlauf (Strecke außer Betrieb)                      |      | Molstow (Mołstowa)                                     | Molstow (Mołstowa)                                 |
| Haltepunkt / Haltestelle (Strecke außer Betrieb)                    | 18,1 | Streckenthin                                           | Strzykocin                                         |
| Haltepunkt / Haltestelle (Strecke außer Betrieb)                    | 20,3 | Dargislaff                                             | Dargosław                                          |
| Haltepunkt / Haltestelle (Strecke außer Betrieb)                    | 23,1 | Nestau                                                 | Uniestowo                                          |
| Haltepunkt / Haltestelle (Strecke außer Betrieb)                    | 24,9 | Zimdarse                                               | Siemidarżno                                        |
| Haltepunkt / Haltestelle (Strecke außer Betrieb)                    | 27,8 | Gützlaffshagen                                         | Gosław                                             |
| Haltepunkt / Haltestelle (Strecke außer Betrieb)                    | 29,8 | Jungfernbrück                                          | Paliczyno                                          |
| Haltepunkt / Haltestelle (Strecke außer Betrieb)                    | 33,1 | Grünhaus                                               | Warcisław                                          |
| Dienststation / Betriebs- oder Güterbahnhof (Strecke außer Betrieb) |      | Treptow (Rega) Umladebahnhof                           | Treptow (Rega) Umladebahnhof                       |
| Bahnhof (Strecke außer Betrieb)                                     | 36,3 | Treptow (Rega) Landesbahn                              | Trzebiatów Wąsk.                                   |
| Strecke (außer Betrieb)                                             |      | nach Horst–Greifenberg und nach Deep                   | nach Horst–Greifenberg und nach Deep               |
|                                                                     |      | Bahnstrecken Kolberg–Stettin und nach Cammin–Wietstock |                                                    |

| Strecke (außer Betrieb)                                   |      | von Broitz–Treptow (Rega)                        | von Broitz–Treptow (Rega)                        |
| Bahnhof (Strecke außer Betrieb)                           | 0,0  | Dummadel                                         | Tąpadły                                          |
| Abzweig geradeaus und nach rechts (Strecke außer Betrieb) |      | nach Greifenberg                                 | nach Greifenberg                                 |
| Haltepunkt / Haltestelle (Strecke außer Betrieb)          | 3,0  | Ostenhagen                                       | Charnowo                                         |
| Haltepunkt / Haltestelle (Strecke außer Betrieb)          | 5,0  | Wisbu                                            | Wyszobór                                         |
| Haltepunkt / Haltestelle (Strecke außer Betrieb)          | 8,2  | Natelfitz                                        | Natolewice                                       |
| Bahnübergang (Strecke außer Betrieb)                      |      | Reichsstraße 2 (Droga krajowa 6/Europastraße 28) | Reichsstraße 2 (Droga krajowa 6/Europastraße 28) |
| Haltepunkt / Haltestelle (Strecke außer Betrieb)          | 10,9 | Witzmitz                                         | Wicimice                                         |
| Haltepunkt / Haltestelle (Strecke außer Betrieb)          | 12,9 | Pinnow                                           | Pniewo                                           |
| Abzweig geradeaus und von rechts (Strecke außer Betrieb)  |      | Kolberger Kleinbahn von Regenwalde               | Kolberger Kleinbahn von Regenwalde               |
| Bahnhof (Strecke außer Betrieb)                           | 15,8 | Mühlenbruch                                      | Skrzydłowo                                       |
| Strecke (außer Betrieb)                                   |      | Kolberger Kleinbahn nach Kolberg                 | Kolberger Kleinbahn nach Kolberg                 |

|                                                           |      | Bahnstrecke Köslin–Gollnow                         |                                                    |
| Strecke (außer Betrieb)                                   |      | von Treptow (Rega)–Broitz–Dummadel                 | von Treptow (Rega)–Broitz–Dummadel                 |
| Kopfbahnhof Strecke bis hier außer Betrieb                | 0,0  | Greifenberg (Pom.) Landesbahn                      | Gryfice Wąsk.                                      |
| Kreuzung geradeaus unten                                  |      | Bahnstrecke Köslin–Gollnow                         | Bahnstrecke Köslin–Gollnow                         |
| Haltepunkt / Haltestelle                                  | 4,1  | Chausseehaus                                       | Popiele                                            |
| Abzweig ehemals geradeaus und nach rechts                 |      | nach Treptow (Rega)–Horst                          | nach Treptow (Rega)–Horst                          |
| Bahnübergang (Strecke außer Betrieb)                      |      | Straße Greifenberg–Cammin (Droga wojewódzka 105)   | Straße Greifenberg–Cammin (Droga wojewódzka 105)   |
| Haltepunkt / Haltestelle (Strecke außer Betrieb)          | 5,9  | Rensin                                             | Rzęsin                                             |
| Abzweig geradeaus und von links (Strecke außer Betrieb)   |      | von Trieglaff                                      | von Trieglaff                                      |
| Haltepunkt / Haltestelle (Strecke außer Betrieb)          | 8,5  | Koldemanz                                          | Kołomąć                                            |
| Haltepunkt / Haltestelle (Strecke außer Betrieb)          | 11,8 | Schwessow                                          | Świeszewo                                          |
| Haltepunkt / Haltestelle (Strecke außer Betrieb)          | 15,7 | Henkenhagen                                        | Upadły                                             |
| Brücke (Strecke außer Betrieb)                            |      | Wurow–Wietstock                                    | Wurow–Wietstock                                    |
| Bahnhof (Strecke außer Betrieb)                           | 20,6 | Gülzow Landesbahn                                  | Golczewo Wąsk.                                     |
| Strecke (außer Betrieb)                                   |      | Bahnstrecke Wurow–Wietstock                        | Bahnstrecke Wurow–Wietstock                        |
| Abzweig geradeaus und nach rechts (Strecke außer Betrieb) |      | nach Schnatow                                      | nach Schnatow                                      |
| Bahnübergang (Strecke außer Betrieb)                      |      | Straßen Naugard–Cammin und Plathe–Parlowkrug       | Straßen Naugard–Cammin und Plathe–Parlowkrug       |
| Strecke (außer Betrieb)                                   |      | (Droga wojewódzka 106 und Droga wojewódzka 108)    | (Droga wojewódzka 106 und Droga wojewódzka 108)    |
| Haltepunkt / Haltestelle (Strecke außer Betrieb)          | 22,3 | Obermühle (vor 1944 stillgelegt)                   | Golczewo Młyn                                      |
| Haltepunkt / Haltestelle (Strecke außer Betrieb)          | 24,2 | Klemmen                                            | Kłęby                                              |
| Haltepunkt / Haltestelle (Strecke außer Betrieb)          | 28,8 | Klötzin                                            | Kłodzino                                           |
| Haltepunkt / Haltestelle (Strecke außer Betrieb)          | 29,2 | Boeck                                              | Buk                                                |
| Haltepunkt / Haltestelle (Strecke außer Betrieb)          | 30,0 | Zarnglaff                                          | Czarnogłowy                                        |
| Abzweig geradeaus und nach rechts (Strecke außer Betrieb) |      | nach Rackitt                                       | nach Rackitt                                       |
| Haltepunkt / Haltestelle (Strecke außer Betrieb)          | 33,5 | Trechel                                            | Trzechel                                           |
| Haltepunkt / Haltestelle (Strecke außer Betrieb)          | 35,5 | Siegelkow                                          | Żychlikowo                                         |
| Brücke (Strecke außer Betrieb)                            |      | Bahnstrecke Stettin–Swinemünde                     | Bahnstrecke Stettin–Swinemünde                     |
| Bahnhof (Strecke außer Betrieb)                           | 40,9 | Kantreck Landesbahn                                | Łoźnica Wąsk.                                      |
| Strecke (außer Betrieb)                                   |      | Bahnstrecke Stettin–Swinemünde                     | Bahnstrecke Stettin–Swinemünde                     |
| Haltepunkt / Haltestelle (Strecke außer Betrieb)          | 42,7 | Dischenhagen (vor 1944 stillgelegt)                | Dzisna                                             |
| Haltepunkt / Haltestelle (Strecke außer Betrieb)          | 45,0 | Hammer                                             | Babigoszcz                                         |
| Brücke (Strecke außer Betrieb)                            |      | Reichsstraße 111 (Droga krajowa 3/Europastraße 65) | Reichsstraße 111 (Droga krajowa 3/Europastraße 65) |
| Haltepunkt / Haltestelle (Strecke außer Betrieb)          | 46,7 | Wächtershöhe (vor 1944 stillgelegt)                | Borowice                                           |
| Haltepunkt / Haltestelle (Strecke außer Betrieb)          | 49,6 | Hohenbrück                                         | Widzieńsko                                         |
| Haltepunkt / Haltestelle (Strecke außer Betrieb)          | 51,8 | Rehbock (vor 1944 stillgelegt)                     | Rogów Kamieński                                    |
| Haltepunkt / Haltestelle (Strecke außer Betrieb)          | 54,3 | Schiebenhorst                                      | Świbin                                             |
| Haltepunkt / Haltestelle (Strecke außer Betrieb)          | 56,4 | Birkenwalde                                        | Bogusławie                                         |
| Bahnübergang (Strecke außer Betrieb)                      |      | Straße Gollnow–Stepenitz (Droga wojewódzka 112)    | Straße Gollnow–Stepenitz (Droga wojewódzka 112)    |
| Kopfbahnhof Streckenende (Strecke außer Betrieb)          | 58,1 | Stepenitz                                          | Stepnica                                           |

| Abzweig geradeaus und von links (Strecke außer Betrieb)  |      | von Wurow–Plathe          | von Wurow–Plathe          |
| Abzweig geradeaus und von rechts (Strecke außer Betrieb) |      | von Greifenberg–Koldemanz | von Greifenberg–Koldemanz |
| Bahnhof (Strecke außer Betrieb)                          | 0,0  | Gülzow Landesbahn         | Golczewo Wąsk.            |
| Abzweig geradeaus und nach links (Strecke außer Betrieb) |      | nach Wietstock            | nach Wietstock            |
| Abzweig geradeaus und nach links (Strecke außer Betrieb) |      | nach Kantreck–Stepenitz   | nach Kantreck–Stepenitz   |
| Haltepunkt / Haltestelle (Strecke außer Betrieb)         | 2,2  | Zemlin                    | Samlino Odgałęźne         |
| Haltepunkt / Haltestelle (Strecke außer Betrieb)         | 3,9  | Wildenhagen               | Gadom                     |
| Haltepunkt / Haltestelle (Strecke außer Betrieb)         | 5,1  | Nemitz Schäferei          | Ocim                      |
| Haltepunkt / Haltestelle (Strecke außer Betrieb)         | 6,7  | Nemitz                    | Niemica                   |
| Haltepunkt / Haltestelle (Strecke außer Betrieb)         | 8,4  | Kopplin                   | Koplino                   |
| Kopfbahnhof Streckenende (Strecke außer Betrieb)         | 10,7 | Schnatow                  | Śniatowo                  |

|                                                                     |     | Bahnstrecke Stettin–Swinemünde |                             |
| Bahnhof (Strecke außer Betrieb)                                     | 0,0 | Rackitt                        | Rokita                      |
| Abzweig geradeaus und von links (Strecke außer Betrieb)             |     | Bahnstrecke nach Swinemünde    | Bahnstrecke nach Swinemünde |
| Dienststation / Betriebs- oder Güterbahnhof (Strecke außer Betrieb) | 1,3 | Zarnglaff Dorf                 | Czarnogłowy Wieś            |
| Abzweig geradeaus und von rechts (Strecke außer Betrieb)            |     | von Stepenitz                  | von Stepenitz               |
| Bahnhof (Strecke außer Betrieb)                                     | 7,4 | Zarnglaff                      | Czarnogłowy                 |
| Strecke (außer Betrieb)                                             |     | nach Greifenberg               | nach Greifenberg            |

Die Greifenberger Kleinbahn (polnisch Gryficka Kolej Wąskotorowa, heute offiziell Nadmorska Kolej Wąskotorowa) ist ein Kleinbahnsystem in Pommern.
Die Greifenberger Kleinbahnen AG galt als das größte pommersche Kleinbahnunternehmen. Ihr Netz im westlichen Hinterpommern umfasste zu ihren besten Zeiten 168,5 Streckenkilometer, die von dem Berliner Unternehmen Lenz & Co. geplant und gebaut wurden. Die beiden ersten Strecken erhielten Gleise mit 750 mm Spurweite, die bis zum Jahre 1905 auf Meterspur umgebaut wurden; die nach 1900 gebauten Strecken waren von Anfang an meterspurig.
Die Kleinbahn wird – stark eingeschränkt – bis heute in Polen betrieben, und zwar von der Gmina Rewal.

## Geschichte

### 1896 bis 1945
Das Aktienkapital der Gesellschaft hielten die Provinz Pommern, der preußische Staat, die Kreise Greifenberg und Cammin sowie die Städte Greifenberg und Treptow. Am 1. Juli 1896 wurde als erste Strecke die zwischen Greifenberg und Seebad Horst eröffnet. In den Jahren bis 1903 wurde die Strecke über Gülzow und Kantreck (dort Umsteigemöglichkeit an die normalspurige Staatsbahn Richtung Stettin–Cammin/Wollin) bis Stepenitz verlängert, wo im Hafen Anschluss an den Seeverkehr bestand.
Neben dem Personenverkehr beförderte die Bahn Kalk vom Steinwerk Zarnglaff sowie Ziegelsteine, Getreide, Holz, Zement, Rohzucker, Obst und Gemüse zum Schiff nach Stettin. Dafür standen 1940 18 Dampflokomotiven und ein Triebwagen zur Verfügung.
| Strecke                              | Länge km | Eröffnung        |
| ------------------------------------ | -------- | ---------------- |
| Greifenberg – Karnitz – Seebad Horst | 36,1 km  | 1. Juli 1896     |
| Greifenberg – Dummadel – Dargislaff  | 20,4 km  | 5. Oktober 1898  |
| Greifenberg – Koldemanz – Gülzow     | 16,5 km  | 17. August 1901  |
| Gülzow – Kantreck – Stepenitz        | 38,0 km  | 1. Dezember 1903 |
| Gülzow – Schnatow                    | 10,7 km  | 7. Oktober 1905  |
| Dargislaff – Treptow( Rega)          | 15,9 km  | 1. November 1907 |
| Treptow (Rega) – Deep                | 13,0 km  | 30. Juni 1912    |
| Treptow (Rega) – Seebad Horst        | 14,0 km  | 1. Mai 1913      |
| Koldemanz – Trieglaff                | 3,9 km   | 10. Oktober 1913 |

Außerdem führte die Kleinbahn zeitweise den Betrieb der 16 km langen Strecke Dummadel – Mühlenbruch, die der Kolberger Kleinbahn AG gehörte und zu ihr seit 1899 die Verbindung herstellte. Eine vier Kilometer lange Bahn von Zarnglaff nach Rackitt wurde als Privatanschlussbahn in Normal- und Meterspur am 6. September 1911 eröffnet, um Kalk zu transportieren. Später diente sie dem öffentlichen Güterverkehr.
1910 wurde die Betriebsführung von Lenz & Co. an die Kleinbahnabteilung des Provinzialverbandes Pommern in Stettin abgegeben, 1920 nach deren Auflösung an die Vereinigung hinterpommerscher Kleinbahnen. Nach schwerer wirtschaftlicher Krise wurden 1937/1938 die Strecken der Landesbahndirektion Pommern zugeordnet. Als die Pommerschen Landesbahnen als Körperschaft des öffentlichen Rechts gegründet wurden, übernahmen diese die Bahn mit Wirkung vom 1. Januar 1940 unter der Bezeichnung Greifenberger Bahnen.
Übergabestationen zur Deutschen Reichsbahn waren Treptow (Rollbockgrube), Greifenberg, Gülzow und Kantreck.
Am Ende des Zweiten Weltkriegs diente die Bahnstrecke Greifenberg–Stepenitz als wesentliche Fluchtstrecke Richtung Westen.

### Nach 1945

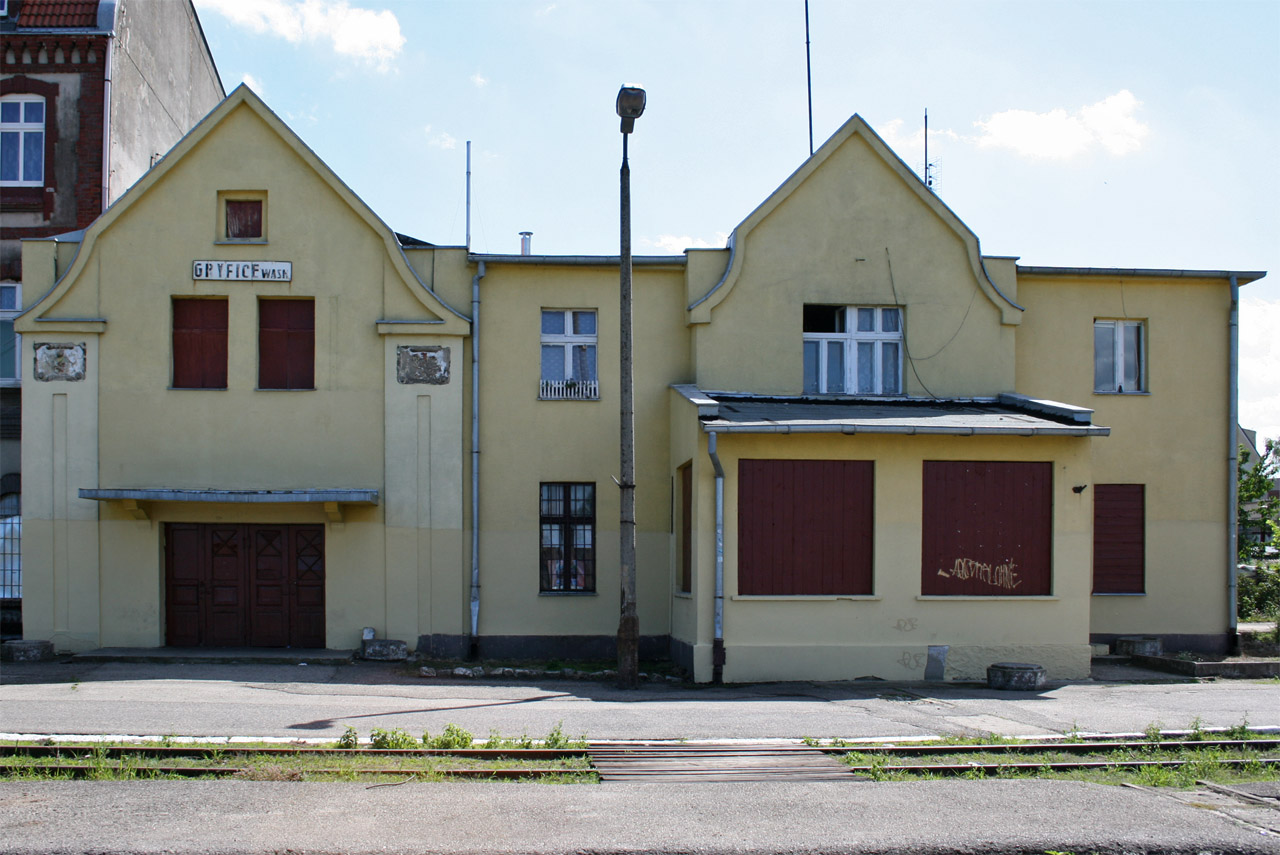
Kleinbahnhof Gryfice Stacja Kolejowa Wąskotorowa (Greifenberg), 2007

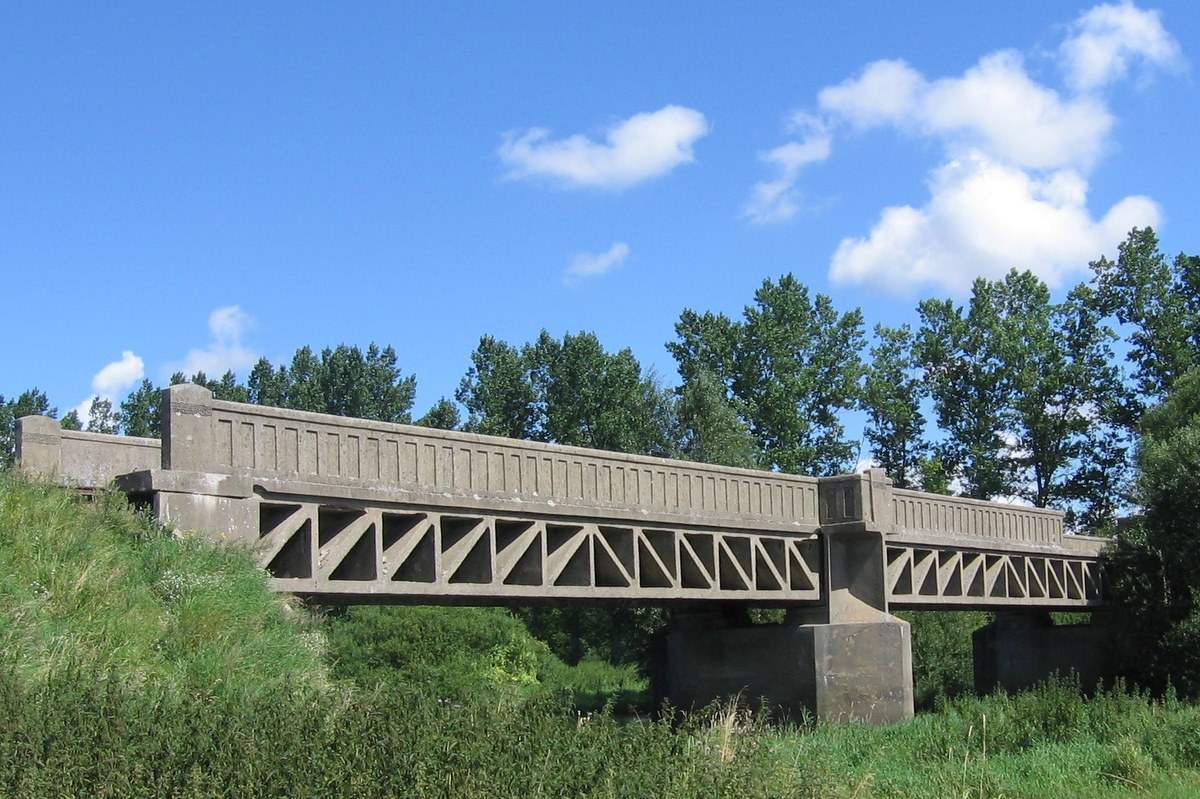
Kleinbahnbrücke über die Rega bei Nowielice (Neuhof), 2007

Nach 1945 wurden alle Bahnen der Polnischen Staatsbahn PKP unterstellt. Auf den Stichstrecken Golczewo (Gülzow)–Śniatowo (Schnatow), Trzebiatów (Treptow (Rega))–Mrzeżyno (Deep) und Kołomąć (Koldemanz)–Trzygłów (Trieglaff) wurde der Verkehr eingestellt. Auf der Strecke Łoźnica (Kantreck)–Stepnica (Stepenitz) blieb mit steigendem Motorisierungsgrad der Bevölkerung nur bis 1978 der Personenverkehr erhalten, danach noch sporadisch der Güterverkehr.
1998 wurde die Kreuzung mit der Fernstraße 3 Stettin–Ostseeküste in Höhe Bedarfshaltestelle Babigoszcz (Hammer) asphaltiert, damit war ein weiteres Befahren der Strecke zwischen Łoźnica und Stepnica nicht mehr möglich.
2006 erfolgte der Rückbau der Gleise zwischen Stepnica und Łoźnica und der Umbau der Trasse zu einem Radweg.
In Betrieb ist heute lediglich noch für wenige Monate im Jahr – gelegentlich unter Dampf – der Museumszug der Nadmorska Kolej Wąskotorówka von Gryfice (Greifenberg) nach Pogorzelica (Fischerkathen), die Brücke zur Weiterfahrt nach Trzebiatów ist seit 2000 gesperrt.
Seit 2011 wurde die Küstenteilstrecke zwischen den Bahnhöfen Niechorze (Horst Seebad) und Pogorzelica für 40 Mio. Złoty durch das beauftragte Unternehmenskonsortium unter der HUSAR Budownictwo Inżynieryjne Sp. z o.o. instand gesetzt, zudem wurden die dortigen Bahnhofsgebäude komplett saniert. Die Co-Finanzierung stammte dabei aus dem EU-Regionalfonds EFRE.
Dadurch bedingt fand seit Spätsommer 2011 kein Fahrbetrieb statt. Bauliche Verzögerungen (es kam zum Komplettverlust eines Bahnhofsgebäudes aufgrund vorher nicht erkennbarer Bauschäden) verhinderten die geplante Wiederaufnahme des Fahrbetriebs für 2012. Im September 2013 begann die kurze Wiederaufnahme vor Saisonende mit einer Diesellok.

#### Aktuell
Laut Sommerfahrplan 2016 verkehrten vom 30. Mai bis zum 30. September auf der Teilstrecke zwischen Trzęsacz (Hoff) und Pogorzelica (Fischerkathen) vier Zugpaare pro Tag. Die gesamten Strecke, also ab/bis Gryfice bediente jedoch nur eines; der erste Zug nach Pogorzelica kam aus Gryfice und der letzte in Gegenrichtung fuhr bis nach Gryfice. Dort befindet sich das neu hergerichtete Betriebswerk.
Ein Museum über die Geschichte der pommerschen Schmalspurbahnen bis 1945 und danach befindet sich seit 1978 in Gryfice.

#### Bahnhofsgebäude an der Küstenteilstrecke

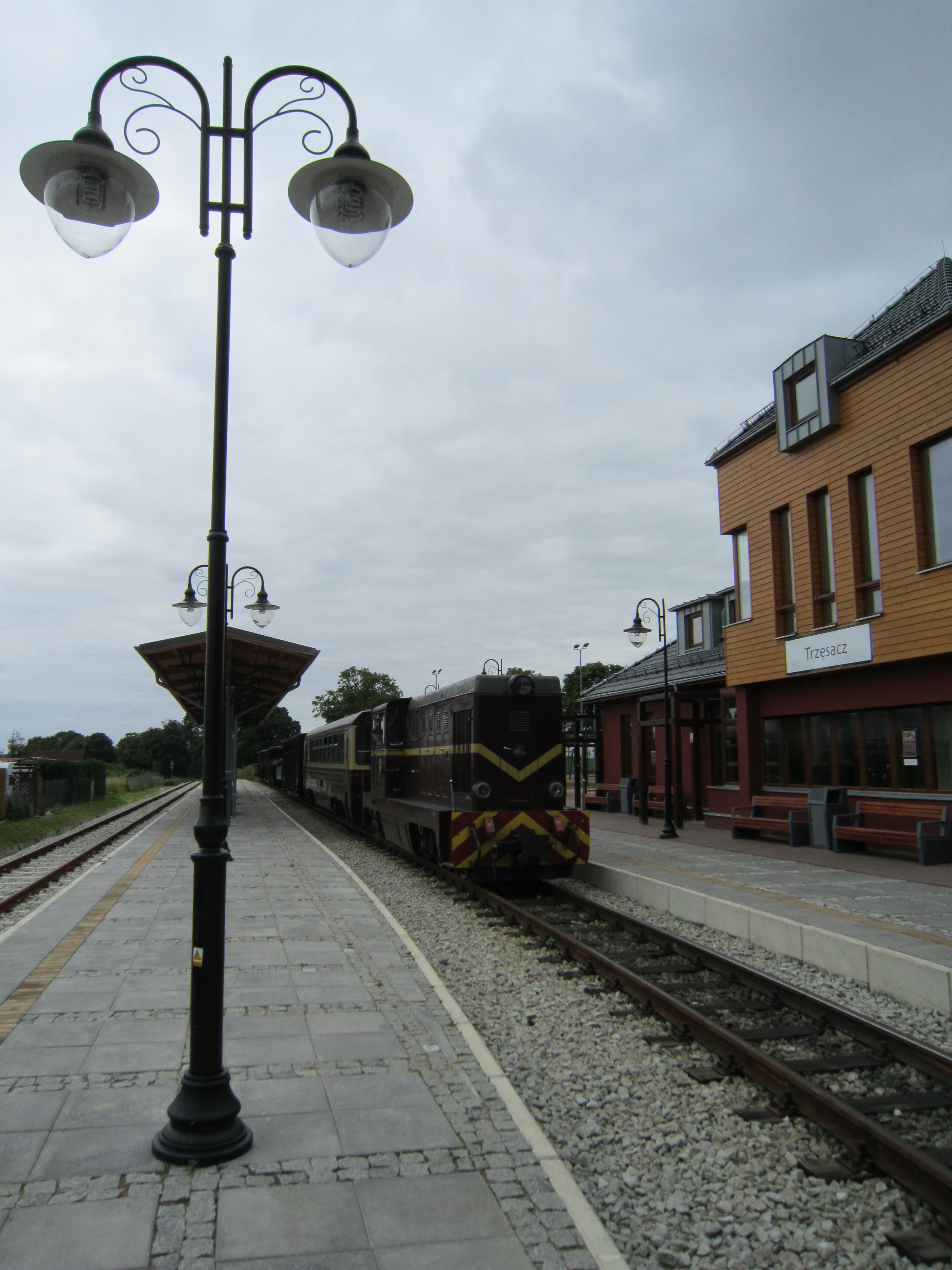
Trzęsacz (Hoff)
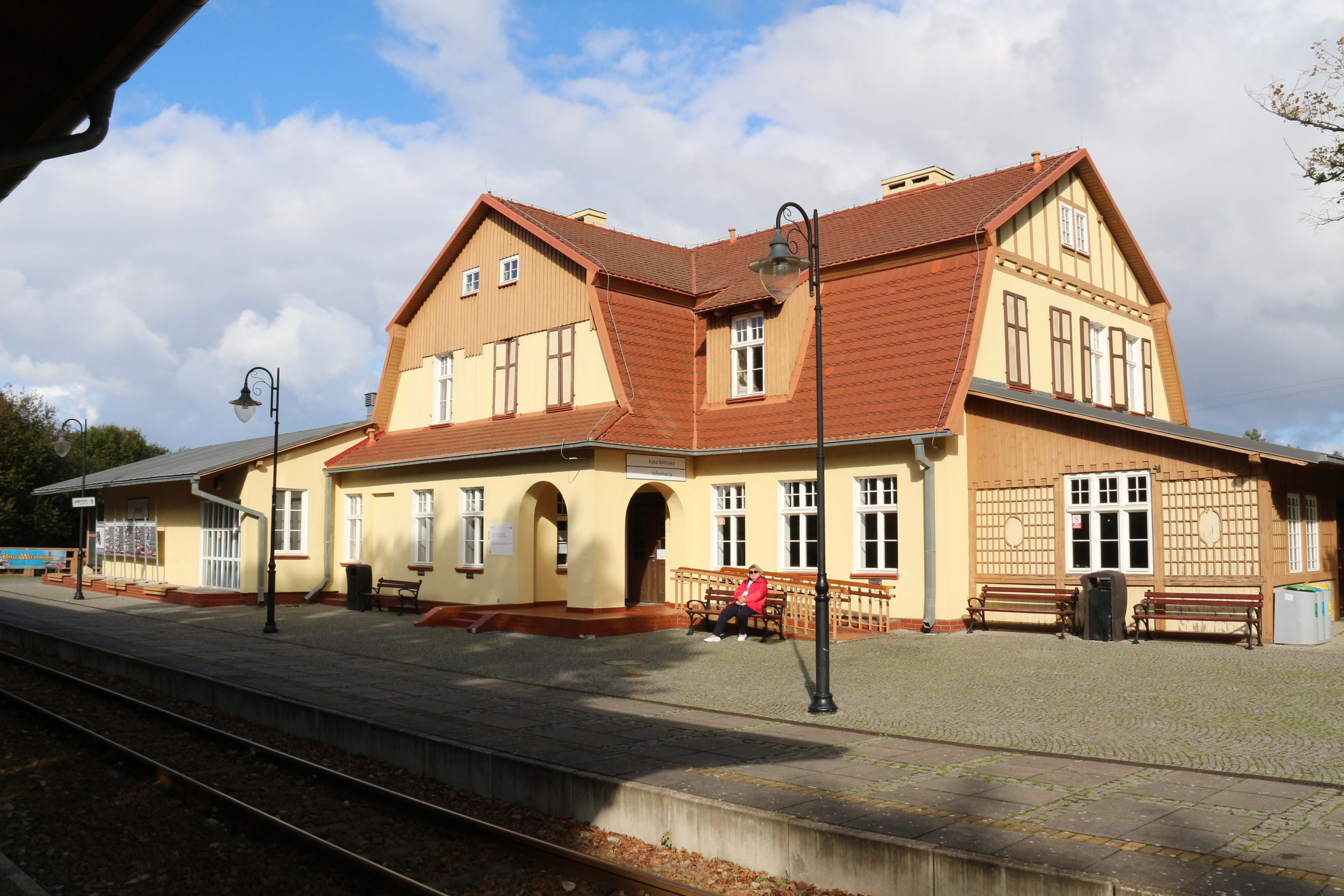
Rewal (Rewahl)
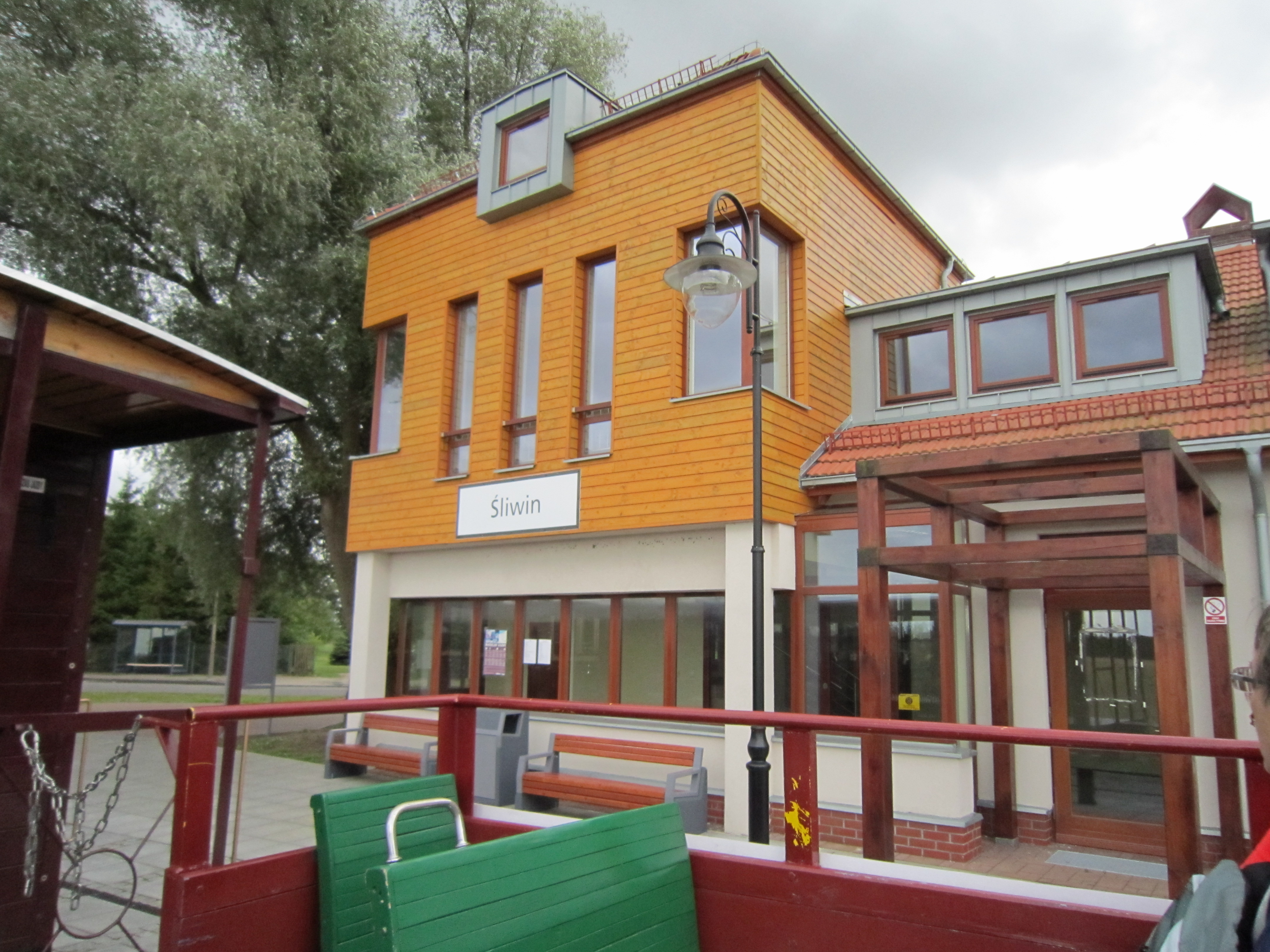
Śliwin (Schleffin)
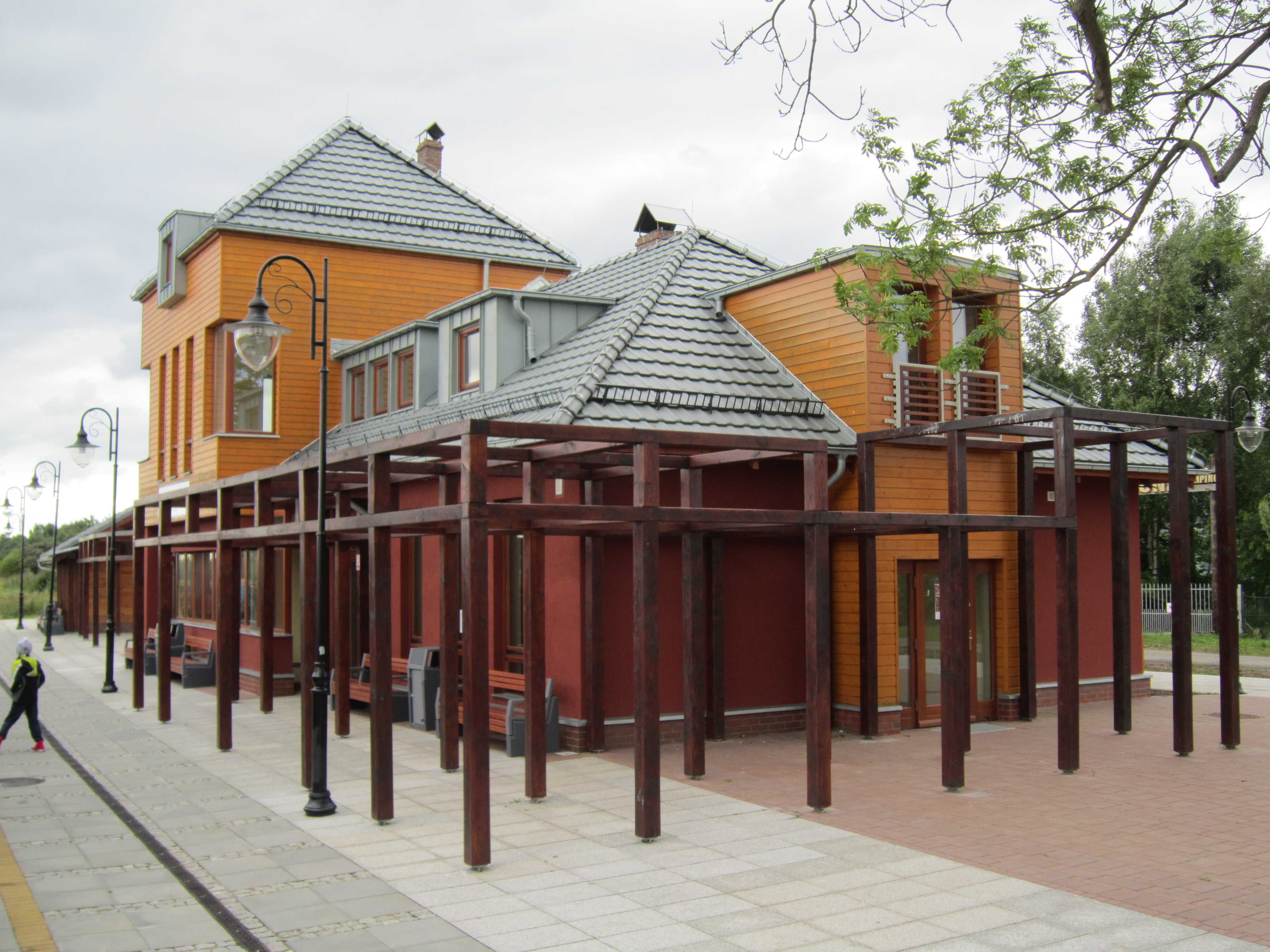
Niechorze Latarnia (Leuchtturm Horst)
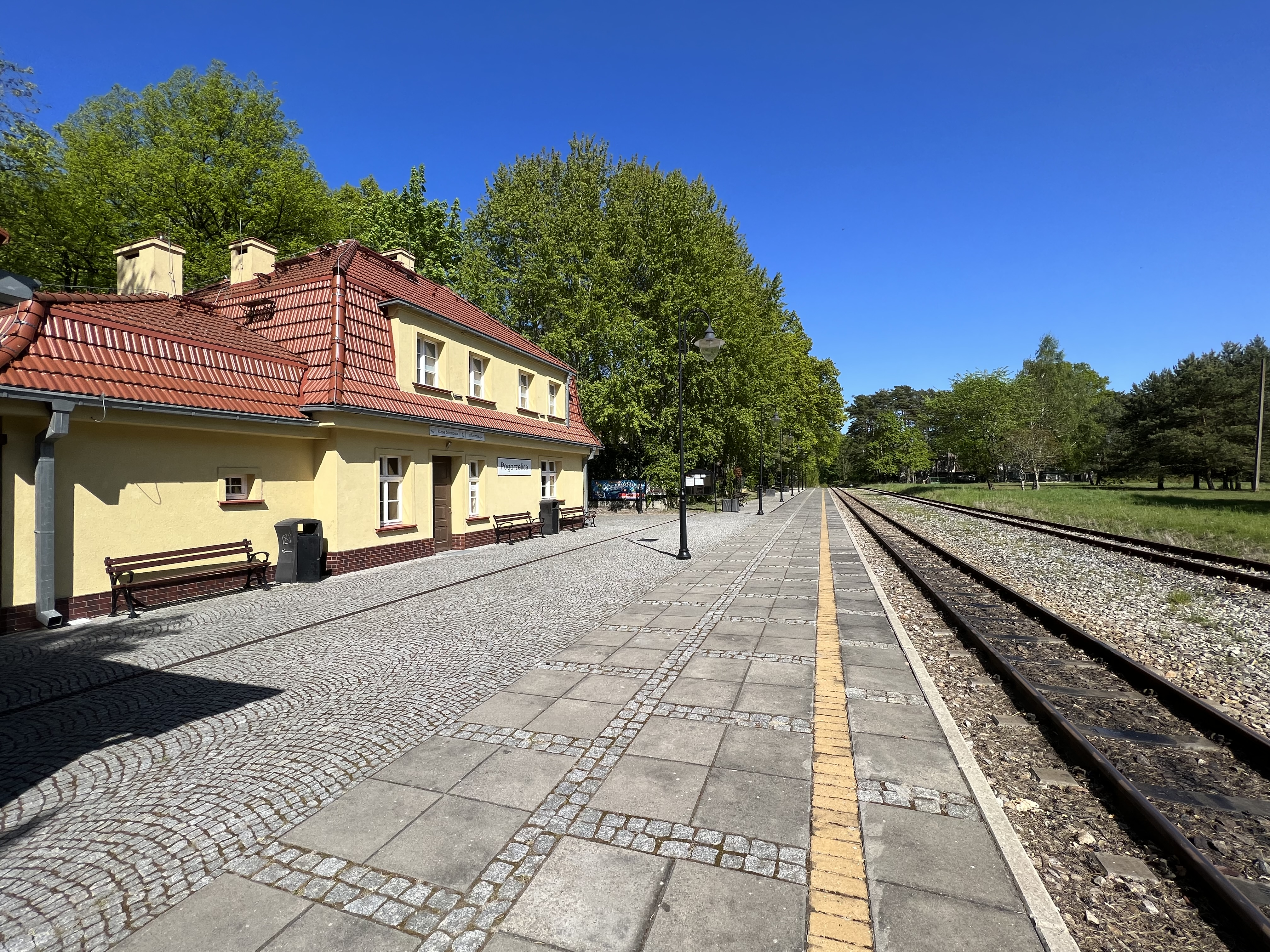
Pogorzelica (Fischerkathen)